# سالاد میوه

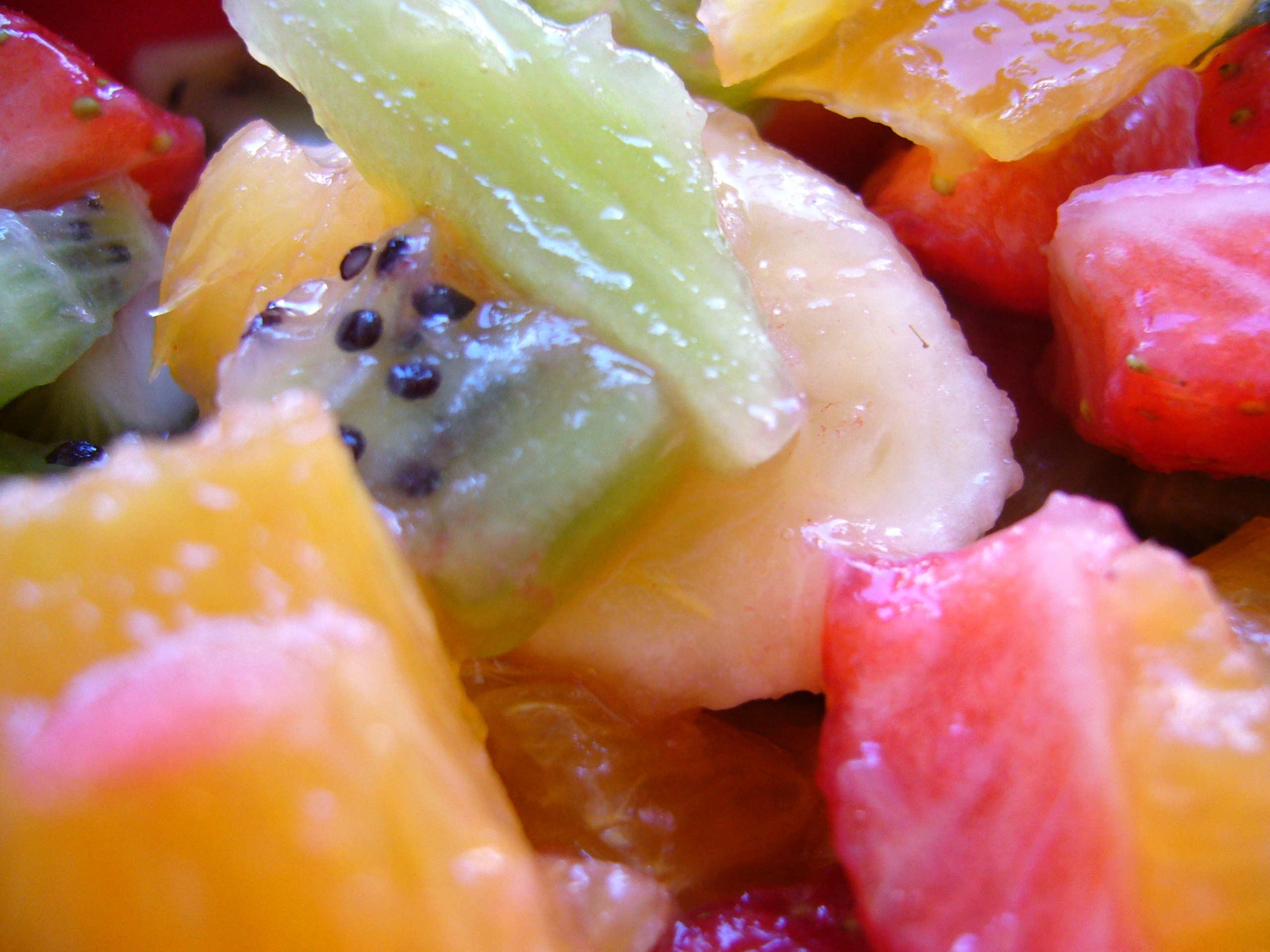
سالاد میوه با کیوی، توت فرنگی، پرتقال.

سالاد میوه از مخلوط میوه‌های مختلف تهیه می‌شود. گاهی از آب میوه‌های مصرف شده در سالاد به عنوان سس آن استفاده می‌شود و گاهی نیز به‌جای آب میوه از انواع مختلف شربت استفاده می‌شود. سالاد میوه را می‌توان به عنوان پیش غذا یا به عنوان دسر یا حتی سالاد مصرف نمود. اگر از سالاد میوه به عنوان پیش غذا یا دسر استفاده شود به آن کوکتل میوه نیز می‌گویند.
روش‌های مختلفی برای تهیه سالاد میوه و سس آن وجود دارد. در تهیه سس سالاد میوه برخی از مایونز یا خامه یا ماست یا حتی خردل استفاده می‌نمایند.